# Sin (Arabische letter)

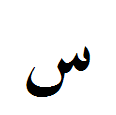
Sin in geïsoleerde vorm

Sīn, سين, is de twaalfde letter van het Arabisch alfabet. Hij stamt af van de letter sameth uit het Fenicisch alfabet en is daardoor verwant met de Griekse xi en de Hebreeuwse samech. Hij heeft geen equivalent in het Latijns alfabet. Aan de sin kent men de getalswaarde 60 toe.

## Uitspraak
De sin klinkt als de stemloze Nederlandse "S" in "smeer". Hiermee onderscheidt hij zich duidelijk van de stemhebbende letter zai.
De sin is een zonneletter, dat wil zeggen dat hij een voorafgaand bepaald lidwoord "al" assimileert. Voorbeeld "de auto" - السيارة : uitspraak niet "al-sayyara" maar "as-sayyara".

## Sin in Unicode
| Unicode Codepoint | U+0633             |
| Unicode-Name      | ARABIC LETTER SEEN |
| HTML              | &#1587;            |
| ISO 8859-6        | 0xd3               |

Basisalfabet: ا (alif) · 
ب (ba) · 
ت (ta) · 
ث (tha) · 
ج (jim) ·
ح (ḥa) ·
خ (kha) ·
د (dal) ·
ذ (dhal) ·
ر (ra) ·
ز (zai) ·
س (sin) ·
ش (sjin) ·
ص (ṣad) ·
ض (ḍad) ·
ط (ṭah) ·
ظ (ẓa) ·
ع (ain) ·
غ (gain) ·
ف (fa) ·
ق (qaf) ·
ك (kaf) ·
ل (lam) ·
م (mim) ·
ن (nun) ·
ه (ha) ·
و (waw) ·
ي (ya)
Aanvullende tekens: ء (hamza) ·
آ (alif madda) ·
ة (tāʾ marbūṭa) ·
ى (alif maqṣūra) ·
لا (lām-alif)
Klinkertekens: fatḥa ·
kasra ·
ḍamma ·
shadda ·
sukūn ·
waṣla